# Colla
Colla (pl. Collas) je pleme Aymaran Indijanaca dominantno u vremenima Inka u područjima južne obale jezera Titicaca u Peruu i Boliviji. Iza Colla su ostali kameni funeralni tornjevi poznati kao chullpas, podizani njihovim vođama. Colla Indijanci svoju civilizaciju razvijaju nakon civilizacije Tiahuanaco, odnosno oko 1150.
Zajedno s Lupacama oni više-manje kontroliraju cijeli region Titicace. Nakon pobjede Ince Pachacuteca nad plemenom Chanca, on s velikom vojskom kreće prema jezeru da zarati s Collama i njihovim vođom Chuchi Capacom. Bitka je bila strašna, nakon koje su vođe naroda Colla ipak zarobljeni. Pachacuti se zatim vrati u Qosqo (Cuzco) i povede sa sobom zarobljene vođe Colla u zarobljeništvo. Chuchi Capacu tada odrubiše glavu u hramu Coricancha, a Hatuncolla i zemlja naroda Colla postadoše provincija inca poznata kao Collasuyu.
Padom naroda Colla Pachacutecov sin Tupac (Topa) Yupanqui, nastavio je daljnja osvajanja Inca do potupunog poraza nad Collama i tada se okrenuo osvajanjima dalje na jug, u Čile i Argentinu.

## Vanjske poveznice
- Photo Tour: Around Puno  Arhivirana inačica izvorne stranice od 19. lipnja 2006. (Wayback Machine)